# Influence (psychologie)
Pour les articles homonymes, voir Influence.
En psychologie, l'influence consiste à œuvrer dans l'objectif de faire adopter un point de vue à une autre personne. L'influence opère une inflexion : celui qui aurait pensé ou agi autrement s'il n'était pas influencé se dirige dans le sens que souhaite l'influent de façon apparemment spontanée.
Cette notion d'influence  peut recouvrir aussi bien :
- des phénomènes de persuasion (A convainc B de la vérité d'une proposition X ou de la valeur Y, ou encore il le persuade d'adopter le comportement Z)
- que des phénomènes d'imitation ou mimesis, au sens où l'on dit, par exemple que B est sous l'influence de A parce qu'il l'admire, qu'il désire l'imiter, gagner sa reconnaissance, partager un peu de son prestige...

L'influence est souvent celle d'un groupe. La mode, l'imitation, le conformisme, mais aussi la conversion en sont des manifestations.
L'influence s'exerce aussi par des réseaux : des ensembles stables de relations humaines qui agissent dans le même sens et souvent échangent des informations précieuses, des services...
Le processus d'influence est notamment  à la base du leadership, la capacité d'obtenir que les autres fassent ce que vous voulez ou coopèrent à vos objectifs sans utiliser de sanction ou de promesse. Le charisme et les qualités particulières que l'on prête à un chef — celles qui font que l'on désire le seconder avec enthousiasme — peuvent être considérés comme un phénomène d'influence, pas toujours délibéré.
Selon son étymologie, l'influence est une notion empruntée au domaine de l'astrologie.

## Domaines d'application
Mais la notion d'influence s'emploie dans bien d'autres domaines :
- géopolitique : zones d'influence, politique d'influence, par opposition à politique de puissance;
- politique : pour désigner des phénomènes de pouvoir qui ne reposent pas sur la détention d'une autorité légale (l'influence des intellectuels, des médias ou des autorités morales, par exemple);
- sociologique : les groupes d'influence sont des organisations qui exercent une certaine emprise sur les décisions des autorités et les réorientent dans un sens favorable à leurs intérêts;
- en économie et plus particulièrement en intelligence économique, où elle représente un des axes, en tant qu'ensemble des actions de propagation d'information ou de normes de comportement et d'interprétation qui favorisent sa stratégie;
- en communication numérique, elle désigne la capacité à capter l'attention d'un public sur les médias numériques en s'appuyant sur les techniques de marketing, le néologisme « influenceurs » désignant les internautes au centre des réseaux d'influence.
- en histoire des idées, elle constitue un concept majeur car cette discipline vise à examiner l'influence des idées sur la vie contemporaine ainsi que sur le développement culturel et sociétal. Inversement, l'histoire des idées se demande comment les flux sociaux, économiques, politiques, technologiques et religieux ont influencé l'émergence, la conception et le développement des idées.

Les sociétés modernes sont caractérisées par la multiplicité d'institutions ou organisations cherchant à exercer une influence sur l'opinion : organisations non gouvernementales, lobbies, think tanks, associations dites « de la société civile », sans oublier les médias.